# Гранч-Петровці
Гранч-Петровці (словац. Granč-Petrovce) — село в Словаччині, Левоцькому окрузі Пряшівського краю. Розташоване на півночі східної Словаччини в північно—східній частині Горнадської котловини.
Уперше згадується в 1292 році.
У селі є римо-католицький костел з 1626 року в стилі ренесансу, реставрований у 1815 році, та палац з кінця XVIII століття в стилі пізнього бароко.

## Географія
Протікає річка Бранисько.

## Населення
| Рік:            | 1994. | 2004.   | 2014.   | 2024.   |
| --------------- | ----- | ------- | ------- | ------- |
| Кількість осіб: | 589   | 597     | 608     | 663     |
| Різниця:        |       | +1,35 % | +1,84 % | +9,04 % |

| Рік:            | 2023. | 2024.   |
| --------------- | ----- | ------- |
| Кількість осіб: | 657   | 663     |
| Різниця:        |       | +0,91 % |

У селі проживає 579 осіб.
Національний склад населення (за даними останнього перепису населення — 2001 року):
- словаки — 99,15 %,
- чехи — 0,51 %.

Склад населення за приналежністю до релігії станом на 2001 рік:
- римо-католики — 97,80 %,
- греко-католики — 0,34 %,
- православні — 0,17 %,
- протестанти — 0,17 %,
- не вважають себе вірянами або не належать до жодної вищезгаданої конфесії — 1,53 %